# The Hot Chocolate Soldiers
Pour plus de détails, voir Fiche technique et Distribution.
The Hot Chocolate Soldiers est un court métrage d'animation américain réalisé par Walt Disney Productions, sorti le 1er juin 1934 comme une séquence dans le long métrage Hollywood Party de Roy Rowland.
Ce court métrage illustre les paroles de la chanson The Choc'late Soldiers présente dans le film.

## Synopsis
Une armée de soldats en chocolat sort d'une ville en paradant. Après avoir défilé dans leur ville et fait leurs adieux à leurs femmes, les soldats chevauchent des poussins en sucre ou des canons en sucre candi tirés par des canards. Ils attaquent un fort défendu par une troupe de soldats en pain d'épices. Ils utilisent la ruse du cheval de Troie avec un canard géant en sucre. Une fois la ville prise, les soldats en chocolat emmènent leurs prisonniers en pain d'épices vers leur ville, mais les rayons du soleil les font fondre.

## Fiche technique
- Titre original : The Hot Chocolate Soldiers
- Autres titres : The Hot Choc-late Soldiers[3]
- Réalisateur : Walt Disney
- Supervision scénario : George Stallings
- Voix : Milt Kahl (Ferdinand) et Don Wilson (la voix du narrateur)
- Animateur[1] : Leonard Sebring, Cy Young, Louie Schmitt, Ben Sharpsteen, Roy Williams, Jack Kinney, Frank Oreb, Milt Schaffer, Bob Kuwahara, Ugo D'Orsi, Joe D'Igalo
- Décors : Emil Flohri, Carlos Manriquez
- Producteur : Walt Disney
- Distributeur : Metro-Goldwyn-Mayer
- Dates de sortie[1]: 1er juin 1934
- Autres dates[1] :
  - Dépôt de copyright : 14 mai 1934
  - Première à New York : 24 mai au 7 juin 1934 au Rialto
- Format d'image : Couleur (Technicolor)
- Durée[1] : 5 min 04 s
- Langue : (en)
- Pays de production :  États-Unis

## Commentaires
Le soleil souriant apparaissant à la fin du film est semblable à celui de la Silly Symphony L'Arche de Noé (1933)  et du Mickey Mouse Mickey postier du ciel (The Mail Pilot, 1933).
Ce film est considéré comme la première Silly Symphony non officielle bien que n'étant jamais sorti au cinéma seul, ce qui est le cas de Ferdinand le taureau (1938),.
Il est possible de voir dans ce film les prémices de la Silly Symphony Carnaval des gâteaux (1935), comprenant elle aussi des  personnages en pâtisseries. Ben Sharpsteen, animateur expérimenté pour The Hot Chocolate Soldiers, fut promu réalisateur peu après sur Carnaval des gâteaux puis sur Mickey tireur d'élite (Two-Gun Mickey, 1934).